# Glympis
Glympis är ett släkte av fjärilar. Glympis ingår i familjen nattflyn.

## Dottertaxa tillGlympis, i alfabetisk ordning[1]
- Glympis anaitisalis
- Glympis arenalis
- Glympis brunneigrisea
- Glympis concoloralis
- Glympis consolata
- Glympis cuernavacalis
- Glympis cumulalis
- Glympis damoetesalis
- Glympis deletalis
- Glympis eraconalis
- Glympis eubolialis
- Glympis finitima
- Glympis fraterna
- Glympis habitalis
- Glympis historialis
- Glympis holothermes
- Glympis ignilinea
- Glympis immaculalis
- Glympis inconcisalis
- Glympis incusalis
- Glympis ineptalis
- Glympis insipidalis
- Glympis nigripuncta
- Glympis parvipuncta
- Glympis phaeotherma
- Glympis phalaenalis
- Glympis phoenicimon
- Glympis poliophaea
- Glympis punitalis
- Glympis rectalis
- Glympis reversalis
- Glympis secundalis
- Glympis serena
- Glympis subflavidalis
- Glympis subochrotalis
- Glympis subrosealis
- Glympis subterminalis
- Glympis tenalis
- Glympis toddi
- Glympis truncatalis
- Glympis umbrifera